# Сена в Руане
«Сена в Руане» (фр. La Seine à Rouen) — картина Клода Моне из Государственного Эрмитажа.
Картина написана в 1872 году, когда Клод Моне по приглашению своего брата Леона приехал в Руан чтобы принять участие в Руанской муниципальной выставке. Поездка оказалась крайне удачной, Моне написал тут несколько пейзажей и впоследствии неоднократно приезжал сюда работать над картинами.
Ведущий мотив картины — парусники на Сене, стоящие на приколе со спущенными парусами; на переднем плане видны деревья на берегу, чьи ветви несколько затеняют и уравновешивают противоположный берег реки, залитый ярким солнечным светом. Картина написана масляными красками на холсте и имеет размеры 54 × 65,5 см.
Картина долгое время оставалась в мастерской художника и впервые представлена публике была лишь в феврале 1909 года в отеле Друо, затем была выкуплена франкфуртским торговцем Гуго Натаном и перепродана известному немецкому коллекционеру Отто Кребсу. Во время Второй мировой войны была захвачена советскими войсками и отправлена в СССР в счет репараций; долгое время хранилась в запасниках Государственного Эрмитажа и была показана лишь в 1995 году на Эрмитажной выставке трофейного искусства; с 2001 года числится в постоянной экспозиции Эрмитажа и с конца 2014 года выставляется в Галерее памяти Сергея Щукина и братьев Морозовых в здании Главного Штаба (зал 403).